# Test Mennella
Test Mennella (ang. Mennell's test) – badanie, które wykonuje się, jeśli test Patricka da wynik dodatni, żeby stwierdzić, czy zmiany chorobowe występują w stawie biodrowym, czy w stawie krzyżowo-biodrowym.
Podczas testu badany leży na brzuchu. Jeśli badany jest lewy staw krzyżowo-biodrowy, badający fiksuje lewą ręką kość krzyżową pacjenta, a prawą ręką obejmuje wyprostowaną i leżącą lewą nogę oraz wykonuje przeprost w stawie biodrowym. O dodatnim objawie testu świadczy ból w okolicy stawu krzyżowo-biodrowego. Dodatni objaw testu Patricka, przy ujemnym testu Mennella świadczy o zaburzeniach w stawie biodrowym, a objawy dodatnie w obu testach – o zaburzeniach w obrębie stawu krzyżowo-biodrowego.